# Eleusine africana
Eleusine africana là một loài thực vật có hoa trong họ Hòa thảo. Loài này được Kenn.-O'Byrne mô tả khoa học đầu tiên năm 1957.